# Jagdīshpur
Jagdīshpur är en ort i Indien.   Den ligger i distriktet Unnao och delstaten Uttar Pradesh, i den centrala delen av landet, 400 km sydost om huvudstaden New Delhi. Jagdīshpur ligger 132 meter över havet och antalet invånare är 31 029.
Terrängen runt Jagdīshpur är mycket platt. Runt Jagdīshpur är det tätbefolkat, med 636 invånare per kvadratkilometer. Jagdīshpur är det största samhället i trakten. Trakten runt Jagdīshpur består till största delen av jordbruksmark.